# George Follmer
Cet article possède un paronyme, voir Folmer.
Ne doit pas être confondu avec Georges Folmer.
George Follmer (né le 27 janvier 1934 à Phoenix dans l'Arizona) est un ancien pilote automobile américain.

## Résultats en championnat du monde de Formule 1
- 12 départs en Grands Prix.
- 5 points marqués
- Débuts en F1: 1973 — Grand Prix d'Afrique du Sud 1973 (Résultat : 6e)
- Dernière course : 1973 — Grand Prix des États-Unis, sur le Watkins Glen International (Résultat : 14e)

| Saison | Écurie                 | Châssis | Moteur      | Pneus  | GP disputés | Points inscrits | Classement |
| ------ | ---------------------- | ------- | ----------- | ------ | ----------- | --------------- | ---------- |
| 1973   | UOP Shadow Racing Team | DN1     | Cosworth V8 | Dunlop | 12          | 5               | 13e        |

## Résultats Hors-F1
- 1965 : Vainqueur du SCCA Road Racing Championship
- 1972 : Champion de CanAm (6 victoires de 1972 à 1973)
- 1972 et 1976 : Champion de Trans-Am Series (13 victoires entre 1969 et 1981)

## Distinctions
- Membre du Motorsports Hall of Fame of America en 1999.